# Comuna de Skołyszyn
Skołyszyn (polaco: Gmina Skołyszyn) é uma gminy (comuna) na Polónia, na voivodia de Subcarpácia e no condado de Jasielski. A sede do condado é a cidade de Skołyszyn.
De acordo com os censos de 2004, a comuna tem 12 483 habitantes, com uma densidade 160,2 hab/km².

## Área
Estende-se por uma área de 77,92 km², incluindo:
- área agrícola: 69%
- área florestal: 21%

## Demografia
Dados de 30 de Junho 2004:
|                      | Total   | Total | Mulheres | Mulheres | Homens  | Homens |
| -------------------- | ------- | ----- | -------- | -------- | ------- | ------ |
|                      | pessoas | %     | pessoas  | %        | pessoas | %      |
| População            | 12 483  | 100   | 6319     | 50,6     | 6164    | 49,4   |
| Densidade (pop./km²) | 160,2   | 100   | 81,1     | 81,1     | 79,1    | 79,1   |

De acordo com dados de 2002, o rendimento médio per capita ascendia a 1272,13 zł.

## Subdivisões
- Bączal Dolny, Bączal Górny, Harklowa, Jabłonica, Kunowa, Lipnica Górna, Lisów, Przysieki, Pusta Wola, Siedliska Sławęcińskie, Skołyszyn, Siepietnica, Sławęcin, Święcany.

## Comunas vizinhas
- Biecz, Brzyska, Jasło, Lipinki, Szerzyny